# 원수 (일본)

원수 휘장. 국화꽃과 돈마루 무늬를 위아래에 배치한 뒤 욱일기인 해군기(왼쪽)와 육군기(오른쪽)가 디자인되어 있다.

원수(元帥 겐스이[*])는 옛 일본군 최고의 계급 혹은 칭호다.
원수보다 높은 계급은 일본의 천황만이 가졌던 대원수뿐이었다. 1871년 혹은 1872년부터 1873년 사이에 대원수와 원수는 대장 이하 계급과 동일하게 상당표와 관등표에 게재되었으며 태정관이 임명하는 관명이었다. 이때 원수는 육군 원수만 실제 임명된 사례가 있으며 대원수나 해군 원수의 임명 사례는 없다. 이후 1898년 육군 대장과 해군 대장에게 부여되는 칭호로서 부활했다. 이때의 원수들은 원수부에 소속되었으며 원수육군대장 혹은 원수해군대장으로 불렸다. 이 원수 칭호는 1945년 패전과 함께 사라졌으며 자위대의 계급이나 칭호에 원수에 상응하는 것은 현재 없다.

## 계급으로서의 원수
1871년 8월 병부성 상당표와 1872년 10월 해군성 관등표に現れ에 게재된 원수 계급이 일본군에서 등장한 첫 원수다. 실제로 원수에 임명된 사람은 사이고 다카모리뿐인데 사이고는 1872년 8월 22일 육군 원수를 겸하게 되어 참의 겸 육군 원수가 되어 근위 도독에 임명됐다. 9월 1일에는 참의 겸 육군 원수를 고쳐 육군 원수 겸 참의에 임명됐다. 7일에는 태정관포고 제252호를 반포해 대원수 및 원수의 제복과 계급장을 제정했다. 이후 1873년 5월 8일 관제를 개정해 대원수와 원수를 폐지했으며 12일 유일한 원수였던 사이고도 육군 대장 겸 참의에 임명됐다. 이를 끝으로 일본사에서 두 번 다시 계급으로서의 원수는 등장하지 않았다.

## 칭호로서의 원수
1898년 「원수부 조례」가 제정되어 육해군 대장 중에 탁월한 공을 세운 자를 군무 고문으로서 원수 칭호를 부여하기로 했다. 조례 제정 직후 원수 칭호를 부여받은 자는 고마쓰노미야 아키히토 친왕·야마가타 아리토모·오야마 이와오 육군 대장과 사이고 주도 해군 대장 등 총 4명이었다. 같은 해에 칙령 제96호 「원수 휘장의 제식 및 장착에 관한 건」을 통해 원수 휘장이 만들어졌다. 1918년에는 칙령 제331호 「원수 패도 제식」이 제정되어 이른바 원수도로 불리는 원수 패도를 패용하기 시작했는데 이는 일종의 원수장에 해당했다. 원수들은 천황의 최고 군사 고문으로 원수부에 속했고 육해군 대장과 달리 종신 현역이었다.
이때의 원수는 계급이 아니라 칭호에 불과했기에 육군 원수나 해군 원수로 불리지 않았다. 원수 칭호를 부여받아도 계급은 어디까지나 대장이었기에 원수육군대장이나 원수해군대장이라 불렸으며 단순히 원수라고만 칭하기도 했다.
메이지 시대에 원수 칭호를 받은 자는 육군에서 5명, 해군에서 3명이었으며 다이쇼 시대에는 육군과 해군에서 각각 6명씩, 쇼와 시대 초기에는 육군에서 6명, 해군에서 4명이었다. 제2차 세계 대전 때 육군과 해군에서 각각 3명씩 원수 칭호를 받았는데 이중 해군 대장 2명은 사후 추서된 사례였다.
1926년 4월 26일 창덕궁 이왕으로 있던 순종에게도 원수 예우가 부여되었다. 순종은 대한제국 황제에서 이왕으로 격하된 뒤 일본 정부로부터 육군 대장의 예우를 받고 있었는데 사후 원수로 추서된 것이었다. 사실 순종은 전날에 사망했는데 정식으로 보고되기 전에 원수 추서가 이루어졌다.
1945년 칙령 제669호 「원수부 조례 등 폐지의 건」에 따라 칭호로서의 원수 제도도 폐지되었다. 이 당시 생존 중이던 원수는 나시모토 모리마사·후시미노미야 히로야스 왕·데라우치 히사이치·하타 슌로쿠·나가노 오사미 등 다섯 명이었다.

## 역대 원수

### 육군 원수
| 사진 | 이름                       | 생몰년        | 임명일          | 출신지     | 비고 |
| ---- | -------------------------- | ------------- | --------------- | ---------- | ---- |
|      | 사이고 다카모리 (西郷隆盛) | 1828년-1877년 | 1872년 7월 20일 | 가고시마현 |      |

### 원수육군대장
| 사진 | 이름                                        | 생몰년        | 임명일           | 출신지     | 비고      |
| ---- | ------------------------------------------- | ------------- | ---------------- | ---------- | --------- |
|      | 고마쓰노미야 아키히토 친왕 (小松宮彰仁親王) | 1846년-1903년 | 1898년 1월 20일  | 일본 황실  |           |
|      | 야마가타 아리토모 (山県有朋)                | 1838년-1922년 | 1898년 1월 20일  | 야마구치현 |           |
|      | 오야마 이와오 (大山厳)                      | 1842년-1916년 | 1898년 1월 20일  | 가고시마현 |           |
|      | 노즈 미치쓰라 (野津道貫)                    | 1841년-1908년 | 1906년 1월 31일  | 가고시마현 |           |
|      | 오쿠 야스카타 (奥保鞏)                      | 1847년-1930년 | 1911년 10월 24일 | 후쿠오카현 |           |
|      | 하세가와 요시미치 (長谷川好道)              | 1850년-1924년 | 1915년 1월 9일   | 야마구치현 |           |
|      | 후시미노미야 사다나루 친왕 (伏見宮貞愛親王) | 1858년-1923년 | 1915년 1월 9일   | 일본 황실  |           |
|      | 가와무라 가게아키 (川村景明)                | 1850년-1926년 | 1915년 1월 9일   | 가고시마현 |           |
|      | 데라우치 마사타케 (寺内正毅)                | 1852년-1919년 | 1916년 6월 24일  | 야마구치현 |           |
|      | 간인노미야 고토히토 친왕 (閑院宮載仁親王)   | 1865년-1945년 | 1919년 12월 12일 | 일본 황실  |           |
|      | 우에하라 유사쿠 (上原勇作)                  | 1856년-1933년 | 1921년 4월 27일  | 미야자키현 |           |
|      | 구니노미야 구니요시 왕 (久邇宮邦彦王)       | 1873년-1929년 | 1929년 1월 27일  | 일본 황실  | 사후 추서 |
|      | 나시모토노미야 모리마사 왕 (梨本宮守正王)   | 1874년-1951년 | 1932년 8월 8일   | 일본 황실  |           |
|      | 무토 노부요시 (武藤信義)                    | 1868년-1933년 | 1933년 5월 3일   | 사가현     |           |
|      | 데라우치 히사이치 (寺内寿一)                | 1879년-1946년 | 1943년 6월 21일  | 도쿄도     |           |
|      | 스기야마 겐 (杉山元)                        | 1880년-1945년 | 1943년 6월 21일  | 후쿠오카현 |           |
|      | 하타 슌로쿠 (畑俊六)                        | 1879년-1962년 | 1944년 6월 2일   | 후쿠시마현 |           |

### 원수해군대장
| 사진 | 이름                                                | 생몰년        | 임명일           | 출신지     | 비고      |
| ---- | --------------------------------------------------- | ------------- | ---------------- | ---------- | --------- |
|      | 사이고 주도 (西郷従道)                              | 1843년-1902년 | 1898년 1월 20일  | 가고시마현 |           |
|      | 이토 스케유키 (伊東祐亨)                            | 1843년-1914년 | 1906년 1월 31일  | 가고시마현 |           |
|      | 이노우에 요시카 (井上良馨)                          | 1845년-1929년 | 1911년 10월 31일 | 가고시마현 |           |
|      | 도고 헤이하치로 (東郷平八郎)                        | 1847년-1934년 | 1913년 4월 21일  | 가고시마현 |           |
|      | 아리스가와노미야 다케히토 친왕 (有栖川宮威仁親王)   | 1862년-1913년 | 1913년 7월 7일   | 일본 황실  | 사후 추서 |
|      | 이주인 고로 (伊集院五郎)                            | 1852년-1921년 | 1917년 5월 26일  | 가고시마현 |           |
|      | 히가시후시미노미야 요리히토 친왕 (東伏見宮依仁親王) | 1867년-1922년 | 1922년 6월 27일  | 일본 황실  | 사후 추서 |
|      | 시마무라 하야오 (島村速雄)                          | 1858년-1923년 | 1923년 1월 8일   | 고치현     | 사후 추서 |
|      | 가토 도모사부로 (加藤友三郎)                        | 1861년-1923년 | 1923년 8월 24일  | 히로시마현 | 사후 추서 |
|      | 후시미노미야 히로야스 왕 (伏見宮博恭王)             | 1876년-1946년 | 1932년 5월 27일  | 일본 황실  |           |
|      | 야마모토 이소로쿠 (山本五十六)                      | 1884년-1943년 | 1943년 4월 18일  | 니가타현   | 사후 추서 |
|      | 나가노 오사미 (永野修身)                            | 1880년-1947년 | 1943년 6월 21일  | 고치현     |           |
|      | 고가 미네이치 (古賀峯一)                            | 1885년-1944년 | 1944년 3월 31일  | 사가현     | 사후 추서 |

## 같이 보기
- 일본군의 계급
- 대원수

### 내용주
1. ↑  1871년 8월 병부성에 대원수 및 원수를 두었다가 1872년 1월 폐지되었다.[1][2][3][4][5] 같은 해 10월 해군성 관등표에 다시 대원수와 원수를 두었는데 1873년 5월 폐지되었다.[2][6][7]
2. ↑  1872년 제정된 태정관포고 제252호는 천황이 대원수가 되었을 때의 계급장을 따로 규정하고 있다. 이를 볼 때 당시에는 천황 이외의 자가 대원수가 될 것을 상정하고 있었던 것으로 보인다.[9]
3. ↑  법령에 의하면 대장 승진 후에 탁월한 공을 세운 자로 규정되어 있었기에 대장 승진 전에 쌓은 공으로 원수에 취임하는 것은 불가능했다. 실제로 러일 전쟁 당시 카자크 기병을 상대로 승리를 거둔 아키야마 요시후루는 당시 계급이 소장이었기에 대장으로 승진한 뒤에도 끝내 원수 칭호를 받지 못했다.
4. ↑  종신 현역이었기에 야마모토 이소로쿠나 고가 미네이치처럼 요건을 충족하고도 원수 칭호를 받지 못했거나 현역 대장인 채로 사망했을 때 사망일로 소급하여 원수 칭호를 부여하기도 했다. 또한 오쿠 야스카타가 고령과 청력 저하 때문에 군사 고문 역할 수행이 어렵자 원수 사임을 희망했지만 각하된 적도 있었다.

### 인용주
1. 1 2  「単行書・大政紀要・下編・第六十五巻・官職八・陸軍武官」JACAR（アジア歴史資料センター）Ref.A04017112800、単行書・大政紀要・下編・第六十五巻・官職八・陸軍武官（国立公文書館）（第7画像目から第9画像目まで）
2. 1 2 3 4  「単行書・大政紀要・下編・第六十六巻」JACAR（アジア歴史資料センター）Ref.A04017113000、単行書・大政紀要・下編・第六十六巻（国立公文書館）（第9画像目から第10画像目まで）
3. 1 2  内閣官報局, 편집. (1912). 〈兵部省第57 兵部省職員令、官位相当表、兵部省陸軍部内条例書（7月）〉. 《法令全書》 明治４年. 東京: 内閣官報局. 715쪽.
4. 1 2  「兵部省官等改定・二条」国立公文書館 、請求番号：太00424100、件名番号：001、太政類典・第二編・明治四年～明治十年・第二百二巻・兵制一・武官職制一
5. ↑  内閣官報局, 편집. (1912). 〈太政官第16号官等表（正月20日）〉. 《法令全書》 明治５年. 東京: 内閣官報局. 45−47쪽.
6. 1 2 3  内閣官報局, 편집. (1912). 〈太政官第305号海軍省官等表（10月13日）〉. 《法令全書》 明治５年. 東京: 内閣官報局. 205쪽.
7. 1 2  内閣官報局, 편집. (1912). 〈第154号陸海軍武官官等表改定（5月8日）（布）〉. 《法令全書》 明治６年. 東京: 内閣官報局. 200−201쪽.
8. 1 2 3  「第２０号壬申７月１９、２０、２１、２２、２３、２４、２５、２７、２９、晦日」JACAR（アジア歴史資料センター）Ref.C08010381400、明治５年　陸軍省日誌　坤　坤丙　第１６号従６月同年第３６号至１２月（防衛省防衛研究所）（第1画像目、第15画像目）
9. ↑  刑部 p 67
10. 1 2  大蔵省印刷局 (1898년 1월 20일). “元帥府条例（明治31年1月20日勅令第5号）”. 《官報》 (東京: 日本マイクロ写真) 明治 (4362): 161.
11. ↑  「参議西郷隆盛任陸軍元帥兼参議」JACAR（アジア歴史資料センター）Ref.C04025036200、明治５年 「大日記 壬申８月 太政官之部 戊」（防衛省防衛研究所）
12. ↑  内閣官報局, 편집. (1912). 〈明治5年9月7日太政官第252号陸軍元帥服制ヲ定ム（布）〉. 《法令全書》 明治５年. 東京: 内閣官報局. 190쪽.
13. ↑  「太政官日誌明治６年第６７号」JACAR（アジア歴史資料センター）Ref.C07040156400、明治６年自４月２５日至７月８日　太政官日誌　自第６０号至第１３０号（防衛省防衛研究所）（第1画像目）
14. ↑  大蔵省印刷局 (1898년 5월 25일). “元帥徽章ノ制式及装著ニ関スル件（明治31年5月25日勅令第96号）”. 《官報》 (東京: 日本マイクロ写真) 明治 (4468): 317.
15. ↑  大蔵省印刷局 (1918년 8월 29일). “元帥佩刀制式（大正7年8月29日勅令第331号）”. 《官報》 (東京: 日本マイクロ写真) 大正 (1823): 599–600.
16. 1 2  半藤 2013, 位置No. 134-159, 第一章 大将と元帥-元帥府の誕生
17. 1 2  半藤(2009) p24-25
18. ↑  新城道彦 (2015년 3월). 《朝鮮王公族 ―帝国日本の準皇族》. 中公新書. ISBN 978-4-12-102309-4.、Kindle版、位置No.全266中 181 / 68%
19. ↑  大蔵省印刷局 (1945년 11월 30일). “元師府条例等廃止ノ件（昭和20年11月30日勅令第669号）”. 《官報》 (東京: 日本マイクロ写真) 昭和 (5666): 225.

## 참고 문헌
- 刑部芳則 (2010년 4월). 《洋服・散髪・脱刀 : 服制の明治維新》. 講談社. ISBN 978-4-06-258464-7.
- 半藤, 一利　他 (2009), 《歴代海軍大将全覧明治篇》, 中央公論新社, ISBN 978-4-12-150303-9
- 半藤, 一利　他 (2013), 《歴代海軍大将全覧》 Amazon Kile판, 中央公論新社
- 国立国会図書館 (2007년 1월). “ヨミガナ辞書” (PDF). 《日本法令索引〔明治前期編〕》. 国立国会図書館.